# Awigdor Kahalani
Awigdor Kahalani (hebr.: אביגדור קהלני, ur. 26 czerwca 1944 w Nes Cijjona) – izraelski polityk i wojskowy. Generał brygady Sił Obronnych Izraela (CaHaLu) (alluf), członek Knesetu i minister bezpieczeństwa wewnętrznego w latach 1996−1999.

## Życiorys
Pochodzi z rodziny jemeńskich Żydów. Studiował m.in. na Uniwersytecie Hajfy i Uniwersytecie Telawiwskim.

### Kariera wojskowa
Od 1962 do 1992 służył w wojsku, brał udział w wojnie sześciodniowej, a następnie w stopniu podpułkownika w wojnie Jom Kipur i jako generał w wojnie libańskiej. Karierę wojskową zakończył jako generał brygady. Wyróżniony m.in. Medalem za Wybitną Służbę oraz najwyższym izraelskim odznaczeniem wojskowym – Medalem za Dzielność.

### Kariera polityczna
Po zakończeniu kariery wojskowej, jak wielu izraelskich wyższych oficerów, zdecydował się na karierę polityczną. Z ramienia Partii Pracy kandydował w wyborach w 1992 roku, do 13. Knesetu dostał się z dużym poparciem. Pełnił w nim funkcję przewodniczącego podkomisji ds. nadzwyczajnych. W czasie kadencji opuścił Partię Pracy, by wraz z Emanu’elem Zismanem założyć nowe ugrupowanie polityczne. Założona przez nich Trzecia Droga, którą miała być – w zamierzeniu Zismana i Kahalaniego trzecią siłą w parlamencie zdominowanym przez Likud i Partię Pracy. Kahalani został przewodniczącym partii.
W wyborach w 1996 roku Trzecia Droga zdobył 3,2% głosów, co dało jej 4 mandaty w Knesecie.
Partia weszła do koalicji rządowej, tworzonej przez Binjamina Netanjahu, a Kahalani otrzymał tekę ministra bezpieczeństwa wewnętrznego Izraela.
Kolejne wybory to klęska Kahahalniego i Trzeciej Drogi, która zdobyła zaledwie 0,7% głosów.
Kahalani bez sukcesu startował jeszcze w wyborach w 2003 z ramienia Likudu.

### Późniejsze życie
Od 2007 Kahalani jest przewodniczącym organizacji żołnierzy-weteranów.

## Publikacje
Kahalani jest autorem książek:
- The Heights of Courage: A Tank Leader’s War on the Golan (1975)[3]
- A Warrior’s Way (1989)